# Gabriele Metzler
Gabriele Metzler, née le 7 septembre 1967 à Rheinfelden (Bade-Wurtemberg), est une historienne allemande.
Gabriele Metzler a étudié l'histoire moderne, la science politique et le droit public de 1986 à 1992 Tübingen, Munich et à la London School of Economics. Elle est diplômée en 1992 avec une maîtrise ès arts. En 1994, elle obtient son doctorat avec une thèse sur la politique britannique dans l'Europe du XIXe siècle à Tübingen. Elle a ensuite été professeur invité, de 1994 à 1995, à l'université de Californie (Berkeley), puis de 1995 à 2000 associé à l'Institut d'histoire contemporaine. À titre de boursier de la Société Max-Planck, en 2000 et 2001, elle a travaillé à l'Institut Max-Planck pour l'étude des sociétés à Cologne et à l'Institut Max-Planck pour l'histoire juridique européenne à Francfort-sur-le-Main (2001 et 2002). En 2002, elle est habilitée à Tübingen à la suite de son travail sur Les Conceptions de l'action politique de Adenauer à Brandt.
Au semestre d'hiver 2007-2008, elle accepte un poste à la chaire d'histoire de l'Europe occidentale et des relations transatlantiques à l'université Humboldt de Berlin.

## Sources
- (de) Cet article est partiellement ou en totalité issu de l’article de Wikipédia en allemand intitulé « Gabriele Metzler » (voir la liste des auteurs).